# Żabienica wielkolistna
Żabienica wielkolistna (Echinodorus macrophyllus (Kunth) Micheli) – gatunek rośliny z rodziny żabieńcowatych (Alismataceae Vent.). Występuje naturalnie w Peru, Wenezueli, Gujanie, Gujanie Francuskiej, Boliwii, Paragwaju oraz Brazylii (w stanach Rondônia, Roraima, Bahia, Minas Gerais, Rio de Janeiro, Parana oraz Santa Catarina). 

## Morfologia
PokrójRoślina słodkowodna dorastająca do 200 cm wysokości.
LiścieSą zanurzone lub pływające. Mają owalny kształt. Mierzą 15–35 cm długości oraz 10–20 cm szerokości. Nasada liścia jest sercowata, a wierzchołek tępy. Ogonek liściowy jest nagi.
KwiatyZebrane w złożone grona, rozwijają się w kątach pędów. Osadzone są na szypułkach. Działki kielicha są zielone, dorastają do 3–4 mm długości. Płatki mają białą barwę i osiągają do 8–10 mm długości. Kwiaty mają 24 pręciki.
OwoceKształtu maczugowatego, mierzą 3–5 mm długości.